# 膠狀淋巴系統
膠狀淋巴系統（又稱膠淋巴系統、神經膠細胞類淋巴系統、腦部類淋巴系統）是脊椎動物中央神經系統中一種具有功能性的廢物清理途徑。該途徑包含一種將腦脊髓液流入大腦薄壁組織的動脈旁內流路徑，再加上從大腦與脊髓的間質腔室移除間隙液及細胞外液的清理機制。兩者之間的液體交換主要由動脈搏動來驅動，並且在睡眠期間由大腦細胞外空間的擴張與收縮進行調節。星狀膠細胞的AQP4水通道促進了間隙液的大體積對流流動，進而清除了可溶蛋白質、廢棄產物以及過多的細胞外液。
膠狀淋巴系統的英文由丹麥神經科學家麥肯·尼德佳德創造，認可該系統對於神經膠質細胞的依賴性，以及其功能與周圍淋巴系統的相似性。

## 影響因素

### 腦動脈搏動
在膠狀淋巴系統中，血管周圍間隙圍繞在腦動脈周圍，腦脊液與腦間質液兩種液體的混合液或腦脊液會在血管周圍間隙內流動，腦動脈搏動可以促使血管周圍間隙內的溶質，通過混合和擴散的形式快速移動，以完成腦脊液與腦間質液的物質交換。
腦動脈搏動越高，腦脊液與腦間質液的物質交換效率越高，在相反的條件下結果還是相同的。血管壁的彈性或心率可以通過影響腦動脈搏動，改變膠狀淋巴系統的清除效率。

### 睡眠
在膠狀淋巴系統中，腦間質液與腦脊液在腦實質中匯合。腦細胞間隙在睡眠狀態下的空間增加約六成以上，腦間質液與腦脊液的對流交換明顯增加，從而加快腦脊液中Aβ的清除，使得睡眠期腦脊液中的Aβ濃度低於清醒期。而睡眠障礙會降低血管周圍間隙的內流效率，部分AQP4極化消失，腦間質液流出阻力增加，阻礙膠狀淋巴系統。

### 體位
體位可以通過血液動力學的變化，影響腦脊液與腦間質液的物質交換效率，從而影響膠狀淋巴系統。睡眠中對右側臥位、仰臥位和俯臥位進行觀察，發現右側臥位時，腦脊液與腦間質液的物質交換效率最高，俯臥位時的物質交換效率則最低。當中原因可能是右側臥位時，心臟的位置較高，促進血液抽吸和靜脈回流，增加心臟搏出量，提高腦動脈搏動，從而提高腦脊液與腦間質液的物質交換效率。而俯臥位時，頭相對處於較高位置，腦脊液沿著頸部血管流出量增加，使得腦內腦脊液減少，降低腦脊液與腦間質液的物質交換效率。